# Lee Garim
Pour les articles homonymes, voir Lee.
Lee Garim (en hangeul : 이가림), né le 19 novembre 1943 et mort le 14 juillet 2015, est un écrivain sud-coréen.

## Biographie
Lee Garim est né en 1943 à Yolha en Mandchourie. Il a obtenu une licence et un master en littérature française à l'université Sungkyunkwan, puis un doctorat en littérature française à l'  université de Rouen en France. En 1966, il a fait ses débuts littéraires en remportant le concours de poésie du journal Dong-A Ilbo. Il a reçu plusieurs prix littéraires, dont le prix littéraire Jeong Ji-yong, le prix de littérature Pyun Un et le prix de littérature Hugwang. En 2009, il a remporté le 42e prix de la littérature de traduction pour son œuvre traduite Le Droit de rêver. Il a enseigné à l'université Sungjeon, à l'université des femmes de Seongshin. Il a également occupé le poste de vice-président de l'Association de langue et littérature françaises en Corée du Sud. Il a été professeur invité à l'université Paris VII et était professeur de littérature française à l'université Inha.

## Œuvre
L'Institut coréen de traduction littéraire (LTI of Korea) présente son œuvre de cette manière :
La poésie de Lee Garim est caractérisée par l'attention particulière qu'il porte à la création d'images poétiques riches en sens et par une utilisation minutieuse des mots. Son intérêt pour la philosophie française et notamment pour Gaston Bachelard découle de ses recherches sur la matérialité de l'imagination. Alors qu'il développe dans sa poésie une attitude nostalgique envers la promesse d'une vie harmonieuse, il maximise également la créativité linguistique à travers l'utilisation d'images extrêmement contrastées. Ses recueils de nouvelles comprennent La Période glaciaire (Binghagi, 1973), Le Front contre la vitre (Yurichang-e imareul daego, 1981), Triste péninsule (Seulpeun bando, 1989). Il a également traduit des œuvres de Gaston Bachelard dont La Flamme d'une chandelle (Chotburui mihak) et L'Eau et les rêves (Mulgwa kkum). Il a reçu le prix littéraire Jeong Ji-yong. Ses poèmes les plus connus comprennent Un livre de lithographies d'hiver (Gyeo-ul panhwajip, 1966), Lettres de Proust (Peuruseuteu-ui pyeonji, 1966), Les couleurs de l'iris (Dasaegui nundongja, 1969), Entre cinq et sept heures (Daseotshi-eseo ilgopshi sa-i, 1970), Veilleurs de nuit (Yagyeongkkun, 1970), Les Violettes (Orangkaekkot, 1973), Herbes (Pul, 1979), et Une toupie (Paeng-i, 1985).